# Banatsko Veliko Selo
Banatsko Veliko Selo (en serbe cyrillique : Банатско Велико Село ; en allemand : Sankt Hubert, Charleville et Seultour ; en hongrois : Szenthubert, Károlyliget et Szentborbála) est une localité de Serbie située dans la province autonome de Voïvodine. Elle fait partie de la municipalité de Kikinda dans le district du Banat septentrional. Au recensement de 2011, elle comptait 2 525 habitants.
Banatsko Veliko Selo est officiellement classé parmi les villages de Serbie.

## Histoire
Sous l'Empire ottoman, il n'y avait pas de localité à l'emplacement de l'actuel village. Le 25 novembre 1763, l'impératrice Marie-Thérèse d'Autriche autorisa l'installation de populations exclusivement catholiques, appelées « Souabes ». En 1770 et 1771, des Lorrains venus de Lorraine (fraîchement annexée par le royaume de France) et des Allemands arrivèrent dans la région. Ils fondèrent trois villages : Seul Tour, Charleville et Saint Hubert. Pendant le XVIIIe siècle, ces villages changèrent souvent de propriétaire. Avec le temps, les Français se germanisèrent.
Après la Seconde Guerre mondiale, les Allemands durent prendre la fuite. Des familles serbes venues de Bosnie-Herzégovine prirent leur place. Un village nommé Veliko Selo fut constitué à partir des trois villages existants et, en 1948, il prit le nom de Banatsko Veliko Selo.

## Démographie

### Évolution historique de la population
| 1948  | 1953  | 1961  | 1971  | 1981  | 1991  | 2002  | 2011  |
| ----- | ----- | ----- | ----- | ----- | ----- | ----- | ----- |
| 4 388 | 4 276 | 4 310 | 3 603 | 3 322 | 3 134 | 3 034 | 2 525 |

|  |